# Via Mediolanum-Placentia
La via Mediolanum-Placentia era una strada romana situata nella Regio XI Transpadana che metteva in comunicazione Mediolanum (Milano) con Placentia (Piacenza) passando da Laus Pompeia (Lodi Vecchio). La funzione di questa strada, che era lunga circa 40 miglia romane, era quindi quella di collegare Milano con l'Emilia e con Roma: a Piacenza terminava infatti la via Emilia. Da Laus Pompeia partiva una diramazione secondaria della via Mediolanum-Placentia che giungeva a Cremona (Cremona).

## Storia

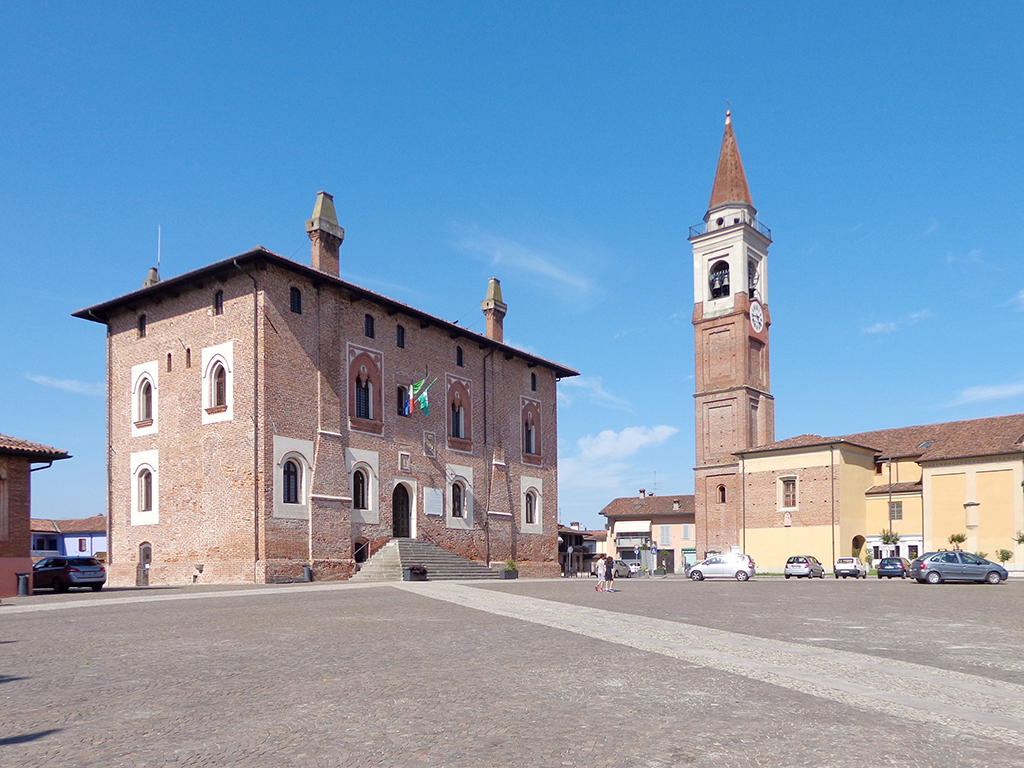
Panorama di Borghetto Lodigiano, dove nelle vicinanze al confine tra Brembio e Livraga si trovava Tres Tabernae, una delle località attraversate dalla via Mediolanum-Placentia

La via Mediolanum-Placentia è menzionata dall'Itinerario antonino, dall'Itinerarium Burdigalense ed è segnata sulla Tabula Peutingeriana. La funzione di questa strada, che era lunga circa 40 miglia romane, era quella di mettere in comunicazione Milano con l'Emilia e quindi con Roma. Assolse il compito di facilitare i traffici commerciali locali e i traffici a medio e lungo raggio, con questi ultimi che transitavano anche dalla via Emilia, strada romana che iniziava a Placentia (Piacenza) e che era percorsa da merci provenienti anche da Roma, e dalla via Postumia, altra strada che passava da Placentia e che congiungeva i due principali porti romani del Nord Italia, Genova e Aquileia.
La via Mediolanum-Placentia venne realizzata nel II secolo a.C. durante la conquista romana della Gallia Cisalpina, una cui azione militare fu l'assedio di Milano del 222 a.C., grazie al quale gli antichi Romani conquistarono la città sconfiggendo i Celti. La direttrice della via Mediolanum-Placentia era già utilizzata dai Celti, che fondarono Milano nel VI secolo a.C., per i loro traffici commerciali. La via Mediolanum-Placentia venne potenziata nel III secolo d.C. nell'epoca in cui Mediolanum fu capitale dell'Impero romano d'Occidente (ruolo che ricoprì dal 286 d.C. al 402 d.C.), in particolare ad opera degli imperatori Teodosio I, Valentiniano II e Arcadio, che organizzarono importanti lavori di manutenzione, potenziamento e ristrutturazione della strada.

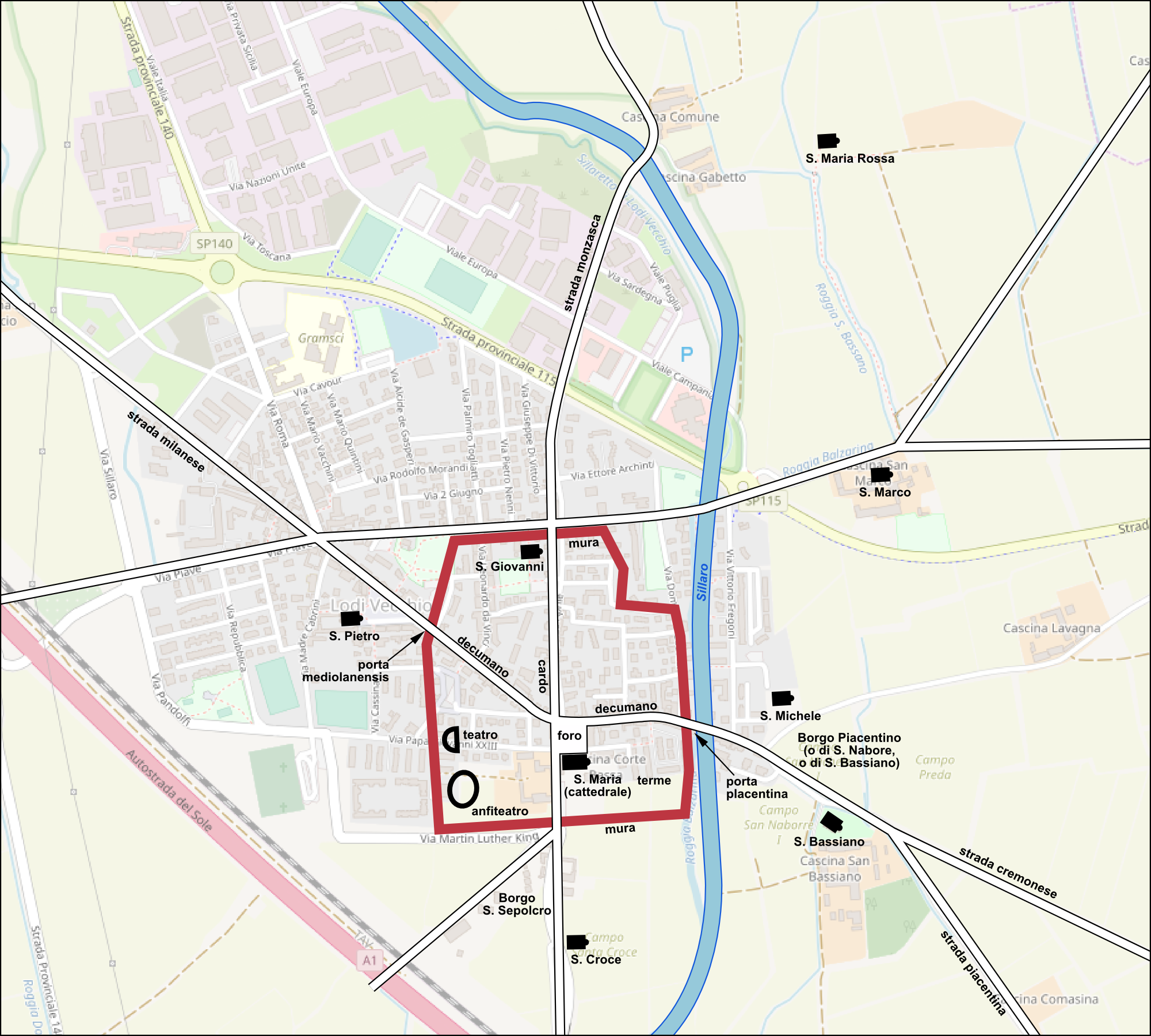
Mappa di Laus Pompeia attraversata dalla Via Mediolanum-Placentia

Dopo che Mediolanum divenne capitale dell'Impero romano d'Occidente crebbe anche la sua importanza militare, visto che la presenza di ingenti truppe dell'esercito romano è documentata a Milano e a Lodi Vecchio. Fu utilizzata anche dopo la caduta dell'Impero romano d'Occidente, visto che viene citata in documenti del XII secolo e sul Catasto Teresiano dell'inizio del XVIII secolo.
Nel XII secolo ne fu distrutta una parte su ordine di Enrico VI di Svevia per spostare i traffici più importanti su una nuova via che collegava Milano e Piacenza e che passava da Lodi, nuova città costruita da Federico Barbarossa nel 1158 in seguito alla distruzione della vecchia Lodi, che venne rasa al suolo dai milanesi nello stesso anno. Su documenti del XII secolo la via Mediolanum-Placentia è chiamata strada romeria, strada romea e strata romeam. Il tratto tra Sesto Gallo e Cascina Occhiò è segnato sul Catasto Teresiano del 1720 con il nome strada romana. Nei moderni comuni lodigiani di Massalengo e Pieve Fissiraga sono stati ritrovati resti di pietre miliari della via Mediolanum-Placentia risalenti a un periodo successivo all'ampliamento voluto dagli imperatori Teodosio I, Valentiniano II e Arcadio.

## Percorso

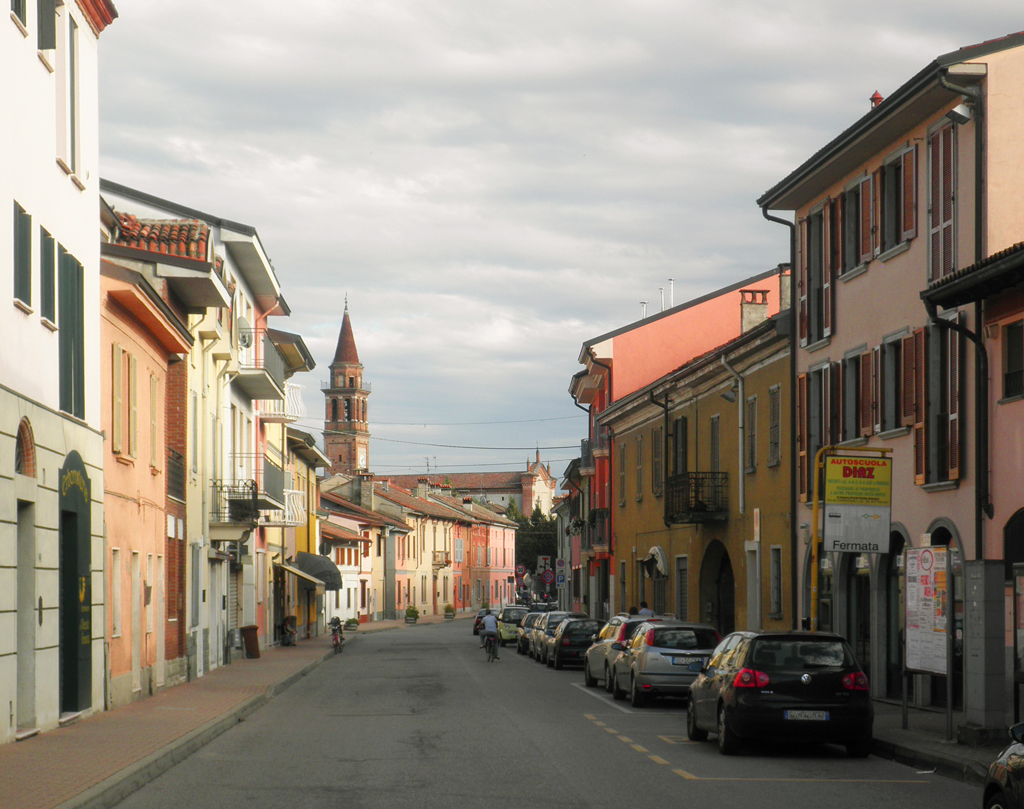
Panorama di Ospedaletto Lodigiano, dove si trovava Ad Rotas, una delle località attraversate dalla via Mediolanum-Placentia

Il suo percorso iniziava a Mediolanum, città toccata anche dalla via Gallica, dalla via delle Gallie, dalla via Regina, dalla via Spluga, dalla via Mediolanum-Bellasium, dalla via Mediolanum-Bilitio, dalla via Mediolanum-Brixia, dalla via Mediolanum-Ticinum e dalla via Mediolanum-Verbannus, uscendo da Porta Romana. Il primo tratto della via Mediolanum-Placentia dall'uscita da quest'ultima verso Placentia (Piacenza) era conosciuto come via Porticata, che doveva il suo nome al fatto che fosse una strada monumentale costeggiata da portici con colonne, dove erano situate botteghe e negozi. La via Porticata era situata fuori dalle mura romane di Milano ed era lunga 600 metri.
Dopo Mediolanum la via Mediolanum-Placentia passava da Ad Sextum Lapidem ab Mediolanum (Sesto Gallo), Ad Octavum (Cascina Occhiò), Ad Nonum (Melegnano), Laus Pompeia (Lodi Vecchio), Tres Tabernae (tra Borghetto Lodigiano, Brembio e Livraga, lo storico lodigiano Giovanni Agnelli individua il possibile sito nelle vicinanze della Cascina San Michele di Brembio), Ad Rotas (Ospedaletto Lodigiano) e infine da Placentia (Piacenza), dove incrociava la via Emilia e la via Postumia.
Da Laus Pompeia (Lodi Vecchio) partiva una diramazione secondaria della via Mediolanum-Placentia che giungeva a Cremona (Cremona) passando da Trianum (Turano Lodigiano), Bretonicum (Bertonico), Castellionum (Castiglione d'Adda) e Acerrae (Gera di Pizzighettone). Laus Pompeia in epoca romana era quindi un importante snodo stradale e commerciale.